# Limón (Colón)
Pour les articles homonymes, voir Limon.
Limón est une municipalité du Honduras, située dans le département de Colón.
Elle est fondée en 1917. Son territoire de 643,4 km2 est divisé en un aldea (village) et 23 caseríos (hameaux). Limón est bordée au nord par la mer des Caraïbes, au sud et à l'est par la municipalité d'Iriona et à l'ouest par les municipalités de Trujillo et Santa Rosa de Aguán.

## Personnalités liées à Limón
- Moisés Canelo (1950-2024), chanteur né à Limón

## Crédit d'auteurs
- (en)/(es) Cet article est partiellement ou en totalité issu des articles intitulés en anglais « Limón, Honduras » (voir la liste des auteurs) et en espagnol « Limón (Colón) » (voir la liste des auteurs).